# Vinzenz von Pitreich

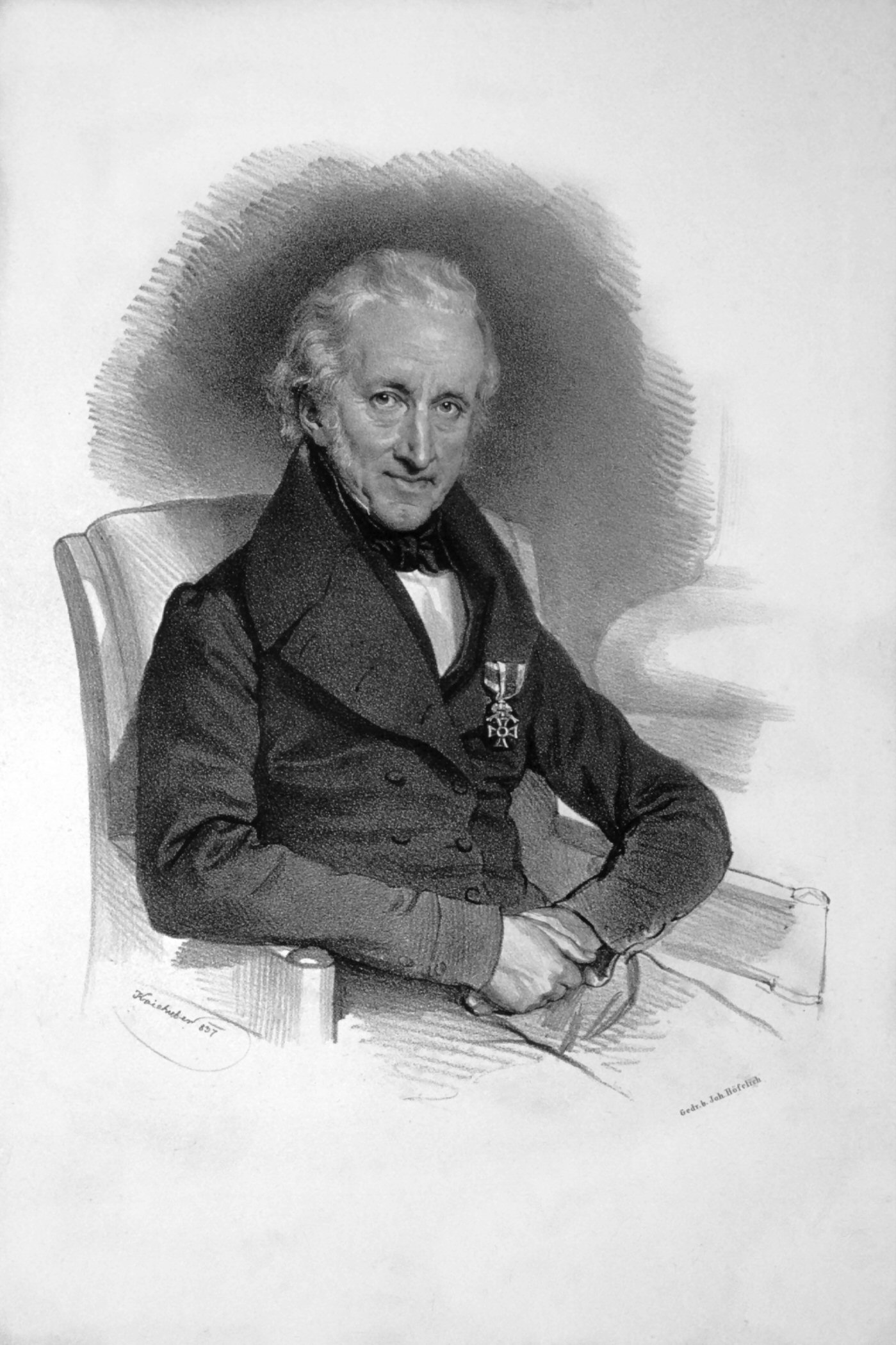
Vinzenz Paul Ritter von Pitreich

Vinzenz Paul Ritter von Pitreich (* 4. Oktober 1798 in Wien; † 25. Oktober 1869 ebenda) war ein österreichischer Richter und Politiker.

## Familie
Von Pitreich war der Sohn von Franz Josef Johann Pitreich (1751–1809). Dieser wurde 1791 als Ritter von in den Ritterstand erhoben und war Kärntner Landstand, Regierungs- und Appellationsrat. Die Mutter war Maria Concordia geborene von Brux. Er war römisch-katholischer Konfession und heiratete 1837 Maria Caecilia von Steinberg (* 14. Juli 1814; † 1. Februar 1884), die Schwester von August von Steinberg. Aus der Ehe gingen drei Söhne und zwei Töchter hervor. Heinrich von Pitreich wurde General. Anton von Pitreich wurde Präsident des Obersten Militärgerichtshofes und der dritte Sohn August von Pitreich Oberlandesgerichts-Präsident. Er war Schwager von August von Steinberg.

## Leben
Von Pitreich erhielt eine juridische Ausbildung und trat 1822 in den Staatsdienst ein. 1835 wurde er Rat beim Krainerischen Stadt- und Landrecht, 1841 Rat beim innerösterreichisch-küstenländischen Appellationsgericht in Klagenfurt und 1849 Rat, später Hofrat des
Obersten Gerichtshofes in Wien. 1864 Mitglied des Austrägal-Gerichtshofes für den Deutschen Bund. Im Juni 1869 trat er in Pension. 1861 erhielt er das Ritterkreuz des kaiserlichen Leopold-Ordens.
1848 wurde er in den Provisorischen Kärntner Landtag gewählt. Ab dem 6. September 1848 war er Mitglied des provisorischen Landtagsausschusses.